# Bảo Quang
Bảo Quang is een xã van Long Khánh, een thị xã in de provincie Đồng Nai.